# Brauerwasserkunst
Die Brauerwasserkunst war ein frühes Lübecker Wasserversorgungssystem.

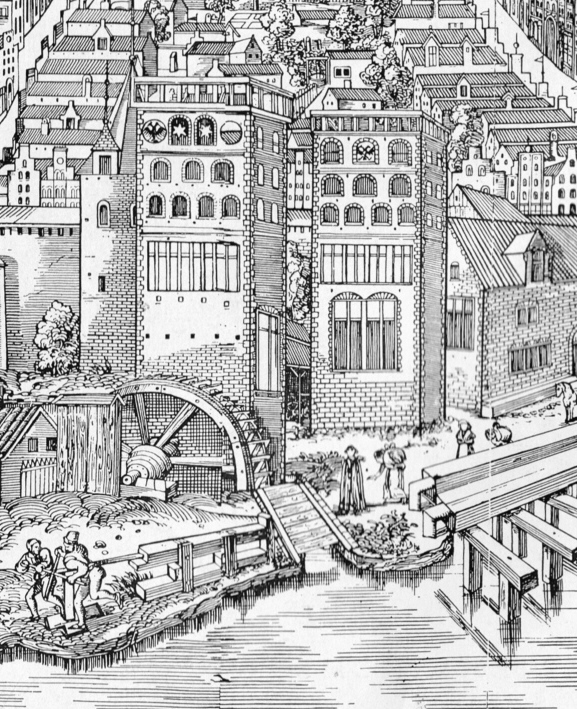
Die Türme der Lübecker Bürgerwasserkunst (hinten) und der Brauerwasserkunst (vorne) auf dem Hüxterdamm im Jahre 1552, dargestellt auf der Lübecker Stadtansicht des Elias Diebel.

Die Brauerwasserkunst (rechts) und die Bürgerwasserkunst (links) um 1860

Das Leitungsnetz der Brauerwasserkunst im Jahre 1839

Die Wasserkünste kurz vor ihrem Abriss 1874

## Die Situation vor Errichtung der Brauerwasserkunst
Das mittelalterliche Lübeck verfügte vor dem späten 13. Jahrhundert über keine Wasserversorgung, die nennenswert über grundwassergespeiste Brunnen und eine sehr geringe Anzahl von Quellbrunnen innerhalb der Stadtmauern hinausging. Zusätzlich wurde das Wasser der Wakenitz, die den Stadthügel an der Ostseite begrenzte, abgeschöpft und von Trägern in Eimern in die Häuser gebracht.
Dieser Zustand war besonders für die Brauer hinderlich, da sie einen großen Wasserbedarf für die Bierherstellung hatten. Jeder Brauer benötigte wöchentlich bis zu 5000 Liter Wasser; dieser Bedarf konnte allein aus den Grundwasserbrunnen, die sich auf nahezu jedem Grundstück befanden, nicht gedeckt werden. Zudem war das Brunnenwasser aufgrund seiner Zusammensetzung zum Brauen wenig geeignet. Das Herbeischaffen des notwendigen Wakenitzwassers durch Träger war auf Dauer zu aufwendig. Bier war ein von allen Bevölkerungsschichten in großen Mengen konsumiertes Grundnahrungsmittel. Es war überdies absehbar, dass diese Methode der Wasserbeschaffung an ihre Kapazitätsgrenzen stoßen würde.

## Die ursprüngliche Brauerwasserkunst
Eine Lösung des Problems wurde gefunden, nachdem die Stadt Lübeck die Wasserrechte für die Wakenitz erworben und den Fluss 1291 aufgestaut hatte. Durch das Aufstauen wurde es möglich, eine Wasserkunst zu errichten. Der Rat erteilte der Brauerzunft die Genehmigung, die Anlage auf dem Hüxterdamm, der die Wakenitz unterhalb der Hüxstraße durchschnitt, zu erbauen. Spätestens 1294 war die Brauerwasserkunst fertiggestellt und in Betrieb, was durch eine urkundliche Erwähnung belegt ist.
Diverse schriftliche Überlieferungen erlauben es, diese ursprüngliche Brauerwasserkunst in ihren Grundzügen zu rekonstruieren: Ein als Schöpfrad ausgebildetes Wasserrad, angetrieben von der Strömung der Wakenitz, nahm in Behältern Flusswasser auf. Auf dem Scheitelpunkt des Rades ergoss sich das Wasser in einen Hochbehälter. Von dort floss es durch unterirdisch verlegte hölzerne Leitungen zu den angeschlossenen Gebäuden im Südosten der Stadt. Dabei reichte der durch das hohe Reservoir erzeugte Wasserdruck aus, Wasser auch in höher gelegene Straßen zu befördern.
Möglicherweise bereits 1463, spätestens jedoch in den Jahren 1493–1496, wurde die Brauerwasserkunst umgebaut. Das Wasserrad diente fortan dem Antrieb eines Pumpwerks, welches das Wasser in den Hochbehälter hinaufpumpte.

## Die spätere Brauerwasserkunst
Im Jahre 1540 wurde die Brauerwasserkunst umfassend erneuert. Ein dreigeschossiger Wasserturm wurde errichtet, dessen Grundfläche 10 Meter mal 7,5 Meter betrug und in dem sich in 14 Metern Höhe ein hölzerner Wasserspeicher befand. Als Vorbild für den in Backstein errichteten Turm im Stil der Renaissance diente der sieben Jahre zuvor fertiggestellte benachbarte Wasserturm der Bürgerwasserkunst.
Ein auf dem Grund der Wakenitz befindliches, weit in den Fluss hinausgelegtes Rohr nahm nun das Wasser auf. Sechs Pumpen, von einem Wasserrad angetrieben, beförderten das Wasser in den Hochbehälter, von wo aus es in die Leitungen gedrückt wurde. In dieser Form blieb die Brauerwasserkunst technisch weitgehend unverändert über drei Jahrhunderte in Betrieb.

## Das Leitungsnetz der Brauerwasserkunst
Das mittelalterliche Leitungsnetz der Brauerwasserkunst lässt sich nur schwer rekonstruieren, da keine Pläne erhalten sind und die schriftlichen Erwähnungen wenige Anhaltspunkte bieten. Für die Zeit vor dem späten 16. Jahrhundert lassen sich daher kaum genaue Aussagen treffen. Die älteste erhaltene Skizze des Netzes stammt aus dem Jahr 1596. Detaillierte Pläne wurden 1824 und 1839 erstellt.
Das Leitungsnetz erschloss in mehreren Ausbaustufen den südöstlichen Teil der heutigen Lübecker Altstadt. Die hölzernen Leitungen waren unterirdisch in Straßenmitte verlegt und Abzweige führten zu den angeschlossenen Häusern. Abnehmer waren Angehörige der Brauerzunft, in deren Besitz sich die Wasserkunst ohne Unterbrechung bis zum Ende des Betriebs befand, aber auch Privatleute waren angeschlossen. Die Hausbesitzer zahlten feste Gebühren, die von verschiedenen Faktoren abhingen. Die Menge des entnommenen Wassers spielte keine Rolle.
1830 hatte das Netz eine Gesamtlänge von 3160 Metern. In den Häusern angeschlossen waren insgesamt 73 Sode, 117 Pumpen und 38 Steigsäulen, die etwa 1800 Haushalte mit Wasser versorgten.

## Das Ende der Brauerwasserkunst
Wie die benachbarte Bürgerwasserkunst versah die Brauerwasserkunst ohne Unterbrechung ihren Dienst bis weit in das 19. Jahrhundert. Allerdings gab die Wasserversorgung immer häufiger Anlass zur Klage und zu gewichtigen Bedenken.
Zum einen reichte die Menge des durch die Pumpen geförderten Wassers nicht mehr aus, den Bedarf zu decken. Die wachsende Wasserknappheit lag auch an den hölzernen Leitungen, die oftmals faulig und undicht geworden waren. Wegen der nachlassenden Menge wurde die Versorgung mit Wasser rationiert. Die verschiedenen Bereiche des Netzes wurden nur noch zu bestimmten Zeiten mit Wasser versorgt. Der schlechte Zustand der Leitungen trug auch dazu bei, dass Straßen verschlammten und Keller überschwemmten, da die Leitungen brachen. Bedenken rief außerdem hervor, dass bei sinkender Wassermenge auch der Wasserdruck sank und bei Bränden mehr als ein Viertel der zum Einsatz gelangenden Feuerspritzen nicht mehr vorsorgt wurden.
Zum anderen wurde die Wasserqualität besorgniserregend. Oberhalb des Hüxterdamms wurden Unrat und Abfälle in die Wakenitz gekippt, aus mehreren Straßen führten Siele Abwässer in den Fluss. Das ungefiltert in die Leitungen gepumpte Wasser hatte einen unangenehmen Fäulnisgeruch, zu dem auch die Schlammablagerungen auf dem Grund der Wakenitz beitrugen. In der ersten Hälfte des 19. Jahrhunderts wurde Lübeck von mehreren Choleraepidemien heimgesucht, die insgesamt 2500 Todesopfer forderten. Untersuchungen ergaben den Zusammenhang zwischen der Ausbreitung der Krankheit und verschmutztem Trinkwasser, so dass Wege zu einer Verbesserung der Lübecker Wasserversorgung gesucht wurden.
1861 vorgelegte Pläne sahen vor, am Standort der Wasserkünste auf dem Hüxterdamm eine neue Wasserkunst zu errichten. Dieses Vorhaben wurde jedoch nicht weiter verfolgt. Der Senat gab Plänen für eine mit Dampfkraft betriebene Stadtwasserkunst den Vorzug, bei denen das Wasser der Wakenitz nicht mehr in unmittelbarer Stadtnähe, sondern abseits der Verunreinigungen in größerer Entfernung zur Altstadt entnommen wurde. Dieses Projekt wurde 1865 von Senat und Bürgerschaft angenommen und in den folgenden zwei Jahren umgesetzt.
Mit Inbetriebnahme der neuen Wasserkunst im Jahre 1867 wurde die Brauerwasserkunst ebenso wie die Bürgerwasserkunst überflüssig. 1874 wurden beide Wassertürme abgebrochen und sämtliche Anlagen beseitigt. Es haben sich keine Überreste erhalten, wenn man von hölzernen Rohrleitungen absieht, die bis heute bei Straßenarbeiten in der Lübecker Altstadt gefunden werden und Aufschluss über den genauen Verlauf des Versorgungsnetzes geben.